# Hedera colchica
Hedera colchica (укр. колхідський плющ) є одним з видів плюща роду плющ (Hedera) родини аралієвих, що походить з Близького і Середнього Сходу. Прийнята назва в англійській мові — перський плющ (persian ivy). Це повзуча рослина, що досягає 30 метрів у висоту. Росте на деревах, скелях, стінах, а також зростає у вигляді надгрунтового покриву, якщо немає вертикальних поверхонь. За вертикальні поверхні цей плющ чіпляється за допомогою повітряного коріння. У теплому кліматі зростає швидшими темпами, ніж інші види плюща.

## Опис
Волоски на листі цього виду плюща лускоподібні, жовті із 20-25 променями. Листя має форму від широко-овальну до еліптичної чи видовжено-овальної на квітучих пагонах, 10-25 см довжиною, має серцеподібну чи округлу основу. Цільне, рідко слаболопатеве, темно-зелене, товсте та шкірясте. Листя має характерний запах мускату.
З точки зору екології колхідський плющ важливе джерело їжі для птахів, що розповсюджують його насіння. Рослина також є джерелом нектару для бджіл та інших комах. Королівське товариство садівництва (The Royal Horticultural Society) у 1993 році нагородило колхідський плющ їхньою престижною нагородою за заслуги у саду (Award of Garden Merit).

## Галерея

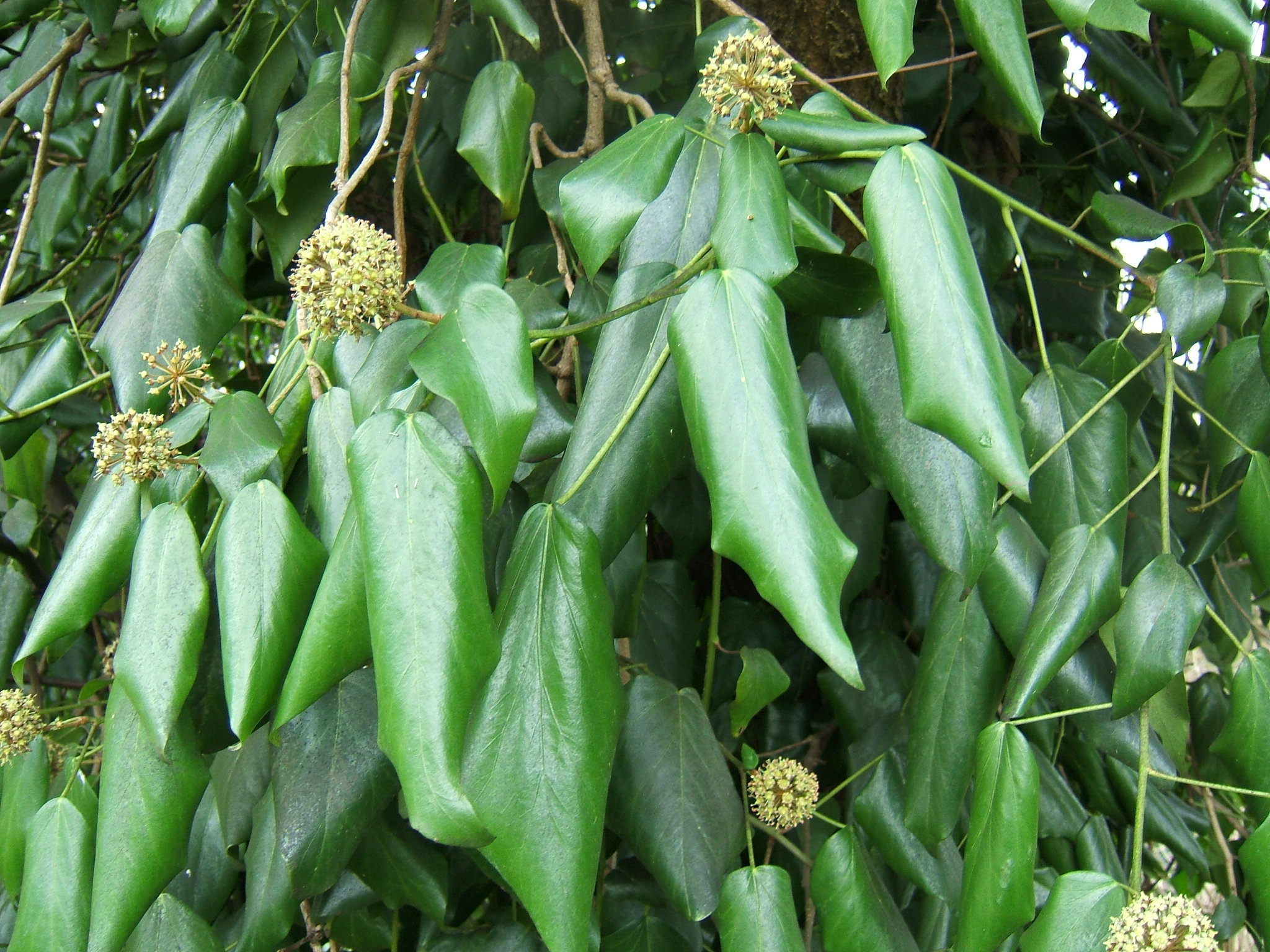
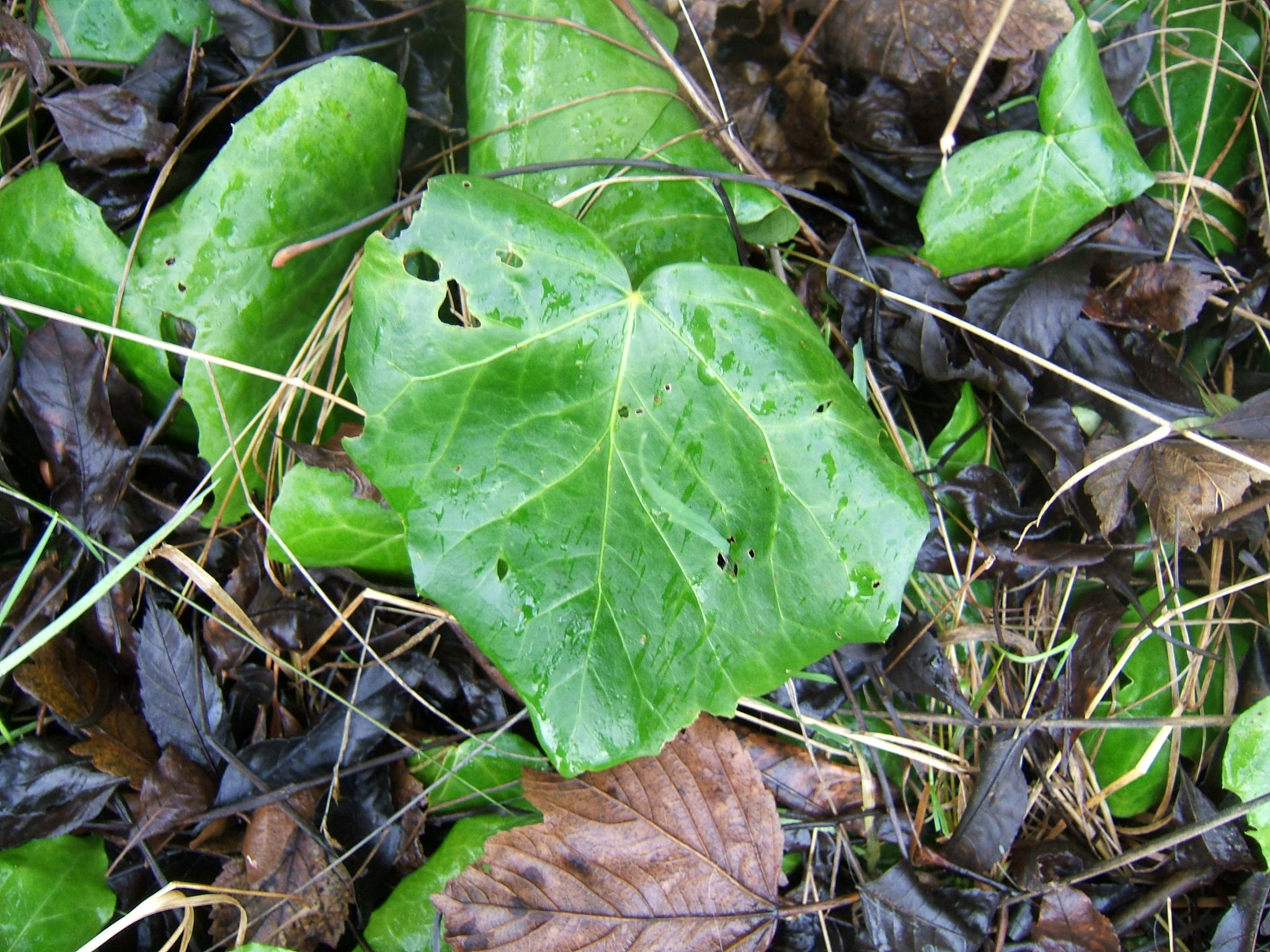

| Гібіскус | Це незавершена стаття про квіткові рослини. Ви можете допомогти проєкту, виправивши або дописавши її. |